# 맹달영
맹달영(孟達永, 1958년 8월 21일 ~ )은 대한민국의 외무공무원이다. 현재 駐 베네수엘라 대사이다.

## 생애
육군사관학교를 졸업하고, 駐엘살바도르 대사, 중앙공무원교육원 국제교육협력관을 거쳐 2014년 주 베네수엘라 대사에 임명되었다.

## 학력
- 1981년 육군사관학교 37기 학사
- 1986년 육군보병학교 졸업

## 경력
- 1988년 7월 외무부
- 1993년 7월 주베네수엘라 대사관 2등서기관
- 1995년 12월 주파나마 대사관 1등서기관
- 2001년 2월 주뉴욕 총영사관 영사
- 2003년 7월 외교통상부 중미과장
- 2004년 12월 외교통상부 재정기획관
- 2005년 6월 주보스턴 총영사관 영사
- 2007년 7월 주페루 대사관 공사참사관
- 2009년 3월 제주평화연구원 기획조절실장
- 2010년 1월 주엘살바도르 대사관 대사
- 2013년 8월 안전행정부 중앙공무원교육원 국제교육협력관
- 2014년 10월 ~ 주베네수엘라 대사관 대사

## 수상
- 2012 근정포장